# Trotwood
Trotwood ist eine City im Montgomery County des US-Bundesstaates Ohio. Trotwood ist Teil der Metropolregion Dayton und grenzt im Westen an Dayton. Das U.S. Census Bureau ermittelte bei der Volkszählung 2020 eine Einwohnerzahl von 23.070.

## Geschichte
Trotwood hieß ursprünglich Higgins Station und wurde unter diesem Namen 1854 parzelliert.
Das Dorf Trotwood wurde 1901 aus Teilen der Madison Township gegründet (die Township selbst wurde 1809 gegründet); 1996 fusionierten das Dorf und die Township zu einer einzigen politischen Einheit. Diese Fusion führte zur Schaffung eines Trotwood-Viertels (Townview), das vollständig von der Stadt Dayton umgeben ist. Mehrere kleinere Abschnitte sind nur durch eine Straße oder einen schmalen Landstreifen mit Trotwood verbunden. Die Fusion fügte dieser Vorstadtgemeinde auch einen großen ländlichen Bereich hinzu, der aus Farmen, Golfplätzen und großen ländlichen Anwesen besteht.

## Demografie
Nach einer Schätzung von 2019 leben in Trotwood 23.703 Menschen. Die Bevölkerung teilte sich im selben Jahr auf in 26,4 % Weiße, 67,5 % Afroamerikaner, 0,1 % amerikanische Ureinwohner, 0,4 % Asiaten, 0,2 % Ozeanier, und 4,5 % mit zwei oder mehr Ethnizitäten. Hispanics oder Latinos aller Ethnien machten 1,4 % der Bevölkerung aus. Das mittlere Haushaltseinkommen lag bei 36.778 US-Dollar und die Armutsquote bei 25,7 %.
| Jahr | Einwohner¹ |
| ---- | ---------- |
| 1950 | 1.066      |
| 1960 | 4.992      |
| 1970 | 6.997      |
| 1980 | 7.809      |
| 1990 | 8.816      |
| 2000 | 27.420     |
| 2010 | 24.431     |
| 2020 | 23.070     |

¹ 1950 – 2020: Volkszählungsergebnisse